# Kryptopterus cheveyi
Kryptopterus cheveyi és una espècie de peix de la família dels silúrids i de l'ordre dels siluriformes.

## Morfologia
Els mascles poden assolir els 35 cm de llargària total.

## Distribució geogràfica
Es troba als rius del sud-est de Tailàndia i a les conques dels rius Mekong i Chao Phraya.